# 史蒂文·斯托伍德
史蒂文·斯托伍德（英語：Steven Stallwood，1999年4月1日—），英格蘭男子羽毛球運動員。

## 簡歷
2017年1月，史蒂文·斯托伍德分別與扎克·魯斯以及霍普·華納合作出戰冰島羽毛球國際賽男子雙打以及混合雙打項目，在男子雙打決賽中以1比2的成績（22-24、21-10、16-21）不敵波蘭選手帕维尔·帕拉津斯基/扬·鲁津斯基組合，屈居亞軍。在混合雙打決賽中同樣以1-2的成績（21-19、16-21、11-21）不敵隊友卡勒姆·亨明/劉飛騰組合，同樣屈居亞軍。

## 主要比賽成績
只列出曾進入準決賽的國際賽事成績：
| 年份   | 賽事                   | 公開賽級別 | 項目     | 拍檔        | 成績   |
| ------ | ---------------------- | ---------- | -------- | ----------- | ------ |
| 2017年 | 冰島羽毛球國際賽       | 國際系列賽 | 男子雙打 | 扎克·魯斯   | 亞軍   |
| 2017年 | 冰島羽毛球國際賽       | 國際系列賽 | 混合雙打 | 霍普·華納   | 亞軍   |
| 2017年 | 歐洲青年羽毛球錦標賽   | 其他       | 混合團體 | －          | 季軍   |
| 2018年 | 保加利亞羽毛球公開賽   | 國際系列賽 | 男子雙打 | 马修·克莱尔 | 準決賽 |
| 2019年 | 斯洛伐克羽毛球公開賽   | 未來系列賽 | 混合雙打 | 丽兹·托尔曼 | 準決賽 |
| 2019年 | 希臘羽毛球國際賽       | 未來系列賽 | 男子雙打 | 扎克·魯斯   | 亞軍   |
| 2019年 | 斯洛文尼亞羽毛球國際賽 | 國際系列賽 | 混合雙打 | 丽兹·托尔曼 | 準決賽 |
| 2019年 | 波蘭羽毛球國際賽       | 國際系列賽 | 男子雙打 | 扎克·魯斯   | 冠軍   |
| 2019年 | 威爾斯羽毛球國際賽     | 國際系列賽 | 男子雙打 | 扎克·魯斯   | 亞軍   |
| 2021年 | 奧爾良羽毛球大師賽     | 超級100賽  | 男子雙打 | 卡勒姆·亨明 | 準決賽 |
| 2021年 | 葡萄牙羽毛球國際賽     | 國際系列賽 | 男子雙打 | 卡勒姆·亨明 | 準決賽 |
| 2022年 | 匈牙利羽毛球國際賽     | 國際系列賽 | 混合雙打 | 霍普·華納   | 亞軍   |
| 2023年 | 葡萄牙羽毛球國際賽     | 國際系列賽 | 男子雙打 | Alex Green  | 準決賽 |
| 2023年 | 葡萄牙羽毛球國際賽     | 國際系列賽 | 混合雙打 | 霍普·華納   | 準決賽 |
| 2023年 | 波蘭羽毛球公開賽       | 國際挑戰賽 | 混合雙打 | 霍普·華納   | 準決賽 |

| 2007-2017年 | 首要超級賽 | 超級賽 | 黃金大獎賽 | 大獎賽 | 國際挑戰賽 | 國際系列賽 | 未來系列賽 | 其他 |

| 2018-2026年 | 總決賽 | 超級1000賽 | 超級750賽 | 超級500賽 | 超級300賽 | 超級100賽 | 國際挑戰賽 | 國際系列賽 | 未來系列賽 | 其他 |

### 奧運會和世錦賽參賽紀錄
|          | 搭檔        | 2021 | 2022 |
| -------- | ----------- | ---- | ---- |
| 男子雙打 | 卡勒姆·亨明 | 32強 | 64強 |